# رومئو لوکاس گارسیا
ارتشبد فرناندو رومئو لوکاس گارسیا (به اسپانیایی: General Fernando Romeo Lucas García)؛ (زادهٔ ۴ ژوئیه ۱۹۲۴ – درگذشته ۲۷ مه ۲۰۰۶) یک ارتشبد و سیاست‌مدار اهل گواتمالا بود. وی از ۱ ژوئیه ۱۹۷۸ تا ۲۳ مارس ۱۹۸۲ رئیس‌جمهور این کشور بود.
رومئو لوکاس گارسیا در ۲۷ مه ۲۰۰۶، در سن ۸۱ سالگی در تبعید در ونزوئلا درگذشت.